# Heteroxenia palmae
Heteroxenia palmae is een zachte koraalsoort uit de familie Xeniidae. De koraalsoort komt uit het geslacht Heteroxenia. Heteroxenia palmae werd in 1933 voor het eerst wetenschappelijk beschreven door Roxas. 